# Route nationale 92 (Norvège)
Pour les articles homonymes, voir Route nationale 92.
La route nationale 92 (en  norvégien : Riksvei 92, abrégé Rv92) est une route nationale en Norvège.

## Description
La route nationale 92 traverse le comté de Finnmark, dans le nord de la Norvège.
Elle se compose de deux tronçons distincts et s'étend en partie entre Neiden et la frontière entre la  Finlande et la Norvège à Neiden dans la commune de Sør-Varanger et entre la frontière entre la  Finlande et la Norvège à Karigasniemi dans la commune de frontière entre la  Finlande et la Norvège et Gievdneguoika dans la commune de Kautokeino.
Les deux tronçons sont reliés par la route finlandaise Kantatie 92.
L'ensemble forme un itinéraire routier continu de 319 kilomètres portant le numéro de route 92.
La route nationale norvégienne 92 mesure au total 126,5 kilomètres de long.

## Galerie

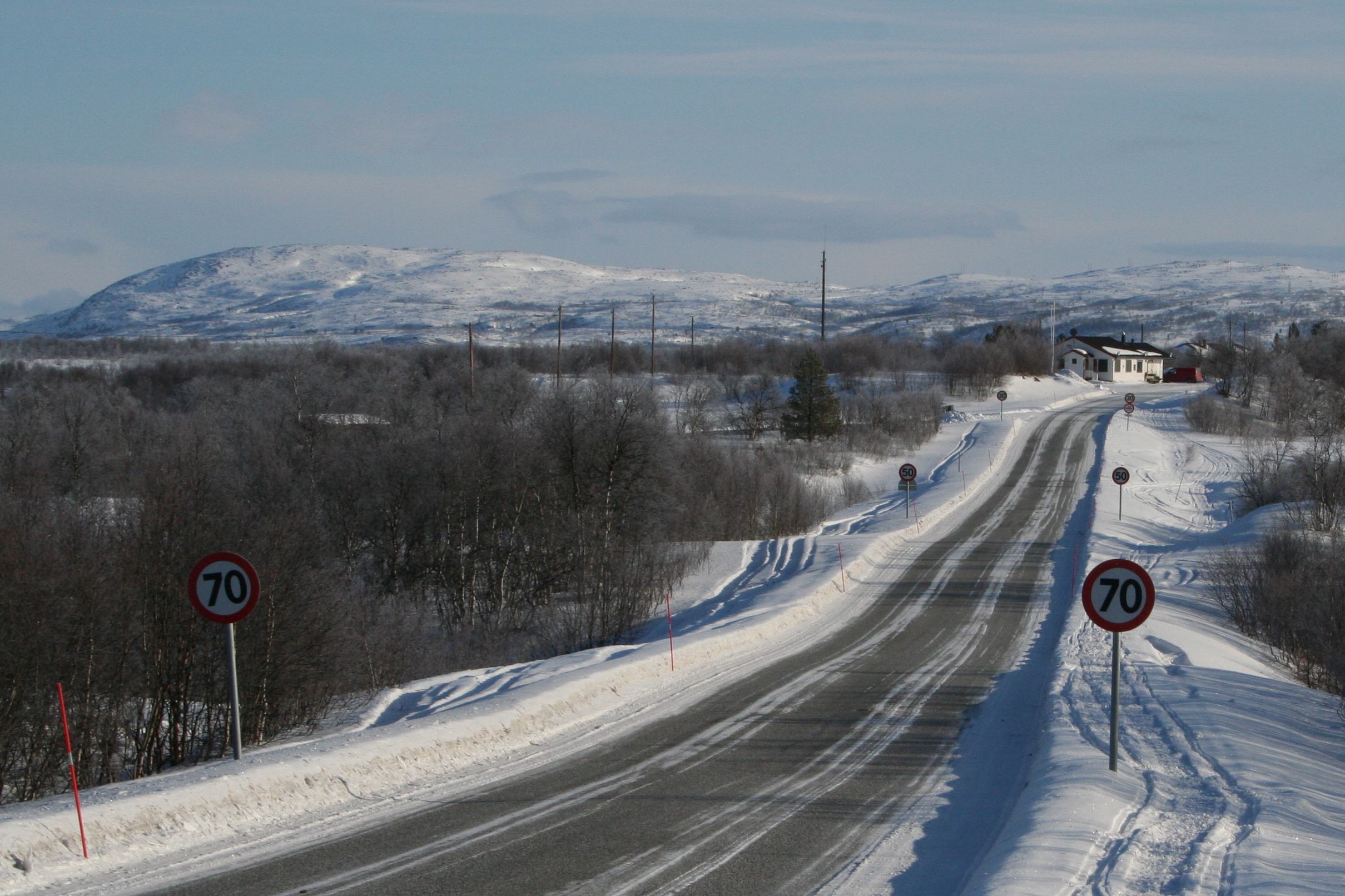
La Riksväg 92 à la frontière finlandaise à Neiden.
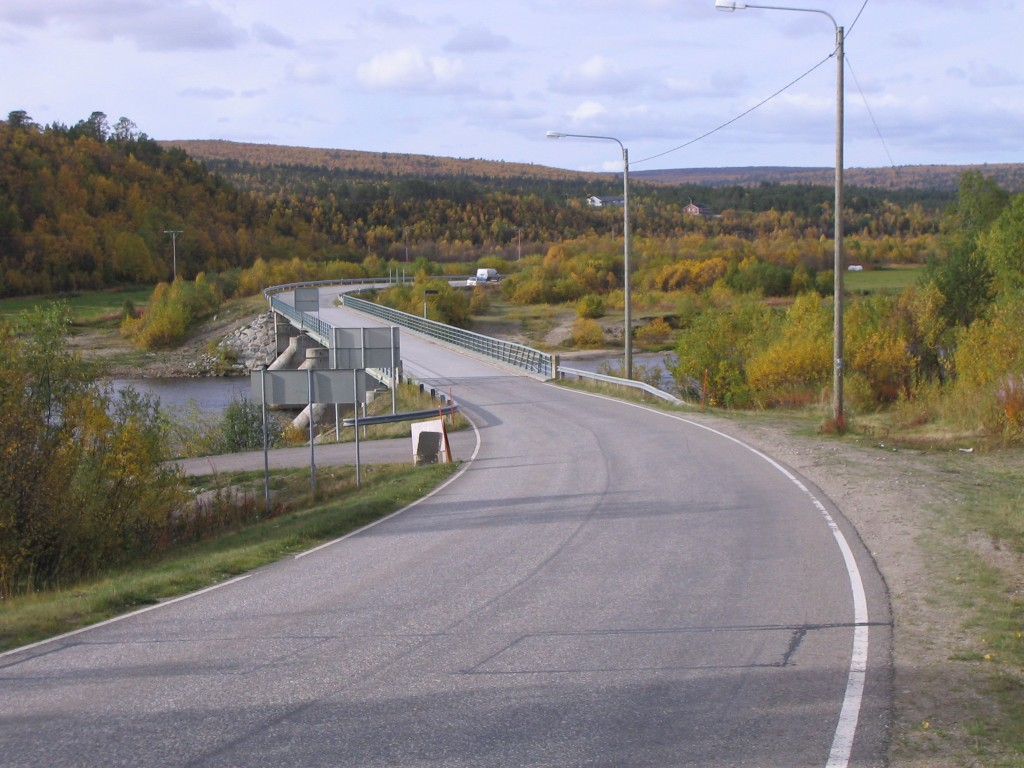
Pont sur l'Inarijoki à la frontière finlandaise à Karigasniemi.
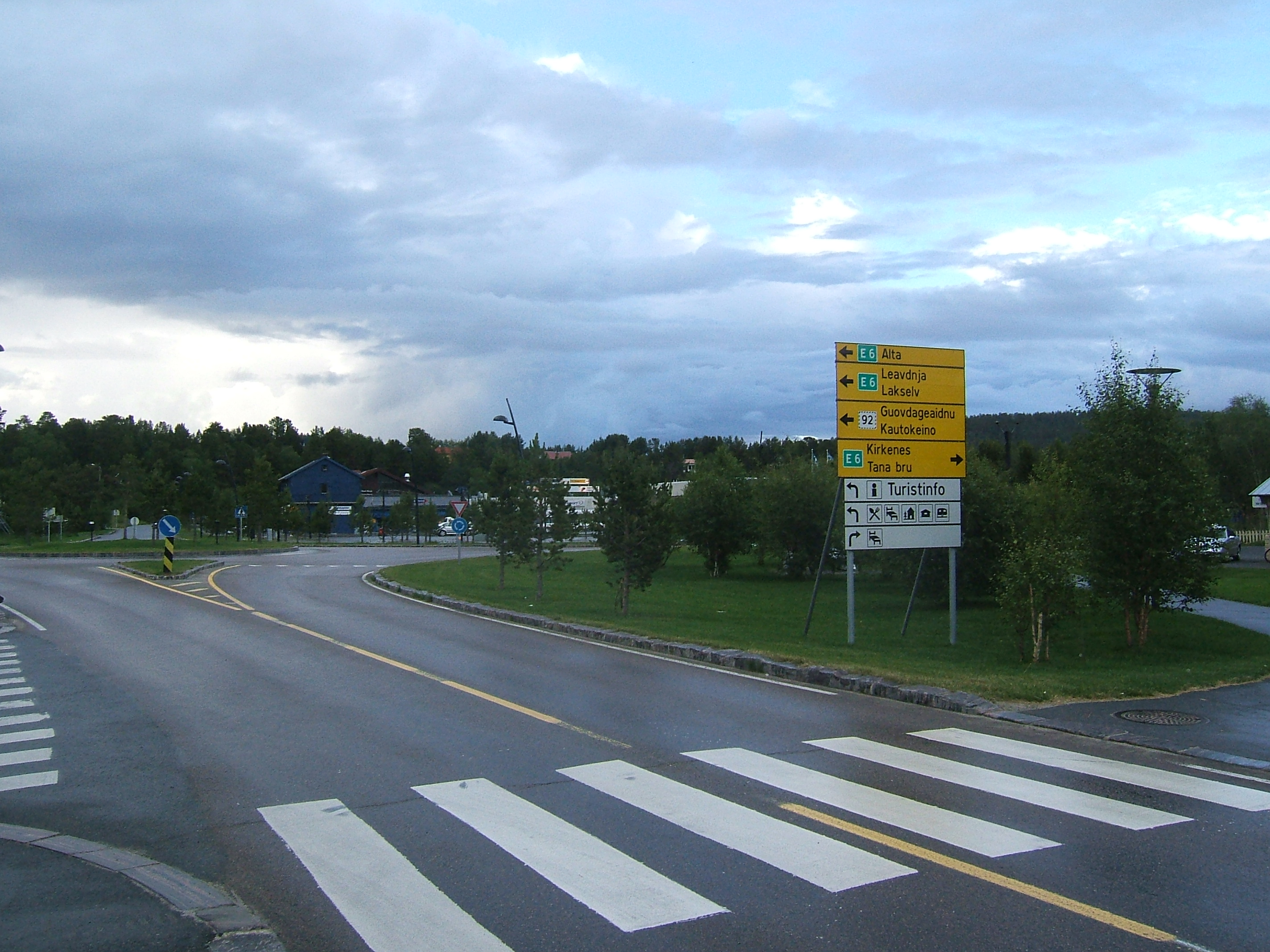
La Riksväg 92 à Karasjok.